# Oscar Casanovas
Oscar Casanovas (n. 15 mai 1914, Avellaneda⁠(d), Buenos Aires, Argentina – d. 1987, Argentina) a fost un boxer ce a reprezentat Argentina, medaliat olimpic. A participat la o ediție a Jocurilor Olimpice (1936) în care a câștigat o medalie de aur.

## Participări
Lista de mai jos prezintă principalele competiții la care a participat Oscar Casanovas de-a lungul carierei.
- boxing at the 1936 Summer Olympics – featherweight[*]